# Grand Prix automobile de Chine 2009
GP précédent GP suivant
Le Grand Prix automobile de Chine 2009 (2009 Formula 1 Chinese Grand Prix), disputé sur le circuit international de Shanghai le 19 avril 2009, est la 806e épreuve du championnat du monde de Formule 1 courue depuis 1950 et la troisième manche du championnat 2009.

## Essais libres

### Vendredi matin
| Pos | Pilote             | Voiture          | Chrono         | Écart     |
| --- | ------------------ | ---------------- | -------------- | --------- |
| 1   | Lewis Hamilton     | McLaren-Mercedes | 1 min 37 s 334 |           |
| 2   | Jenson Button      | Brawn-Mercedes   | 1 min 37 s 450 | + 0 s 116 |
| 3   | Rubens Barrichello | Brawn-Mercedes   | 1 min 37 s 566 | + 0 s 232 |
| 4   | Heikki Kovalainen  | McLaren-Mercedes | 1 min 37 s 672 | + 0 s 338 |
| 5   | Mark Webber        | Red Bull-Renault | 1 min 37 s 752 | + 0 s 418 |
| 6   | Jarno Trulli       | Toyota           | 1 min 37 s 764 | + 0 s 430 |

### Vendredi après-midi
| Pos | Pilote             | Voiture          | Chrono         | Écart     |
| --- | ------------------ | ---------------- | -------------- | --------- |
| 1   | Jenson Button      | Brawn-Mercedes   | 1 min 35 s 679 |           |
| 2   | Nico Rosberg       | Williams-Toyota  | 1 min 35 s 704 | + 0 s 025 |
| 3   | Rubens Barrichello | Brawn-Mercedes   | 1 min 35 s 881 | + 0 s 202 |
| 4   | Mark Webber        | Red Bull-Renault | 1 min 36 s 105 | + 0 s 426 |
| 5   | Sebastian Vettel   | Red Bull-Renault | 1 min 36 s 167 | + 0 s 488 |
| 6   | Jarno Trulli       | Toyota           | 1 min 36 s 217 | + 0 s 538 |

### Samedi matin
| Pos | Pilote          | Voiture          | Chrono         | Écart     |
| --- | --------------- | ---------------- | -------------- | --------- |
| 1   | Nico Rosberg    | Williams-Toyota  | 1 min 36 s 133 |           |
| 2   | Jarno Trulli    | Toyota           | 1 min 36 s 272 | + 0 s 139 |
| 3   | Lewis Hamilton  | McLaren-Mercedes | 1 min 36 s 330 | + 0 s 197 |
| 4   | Jenson Button   | Brawn-Mercedes   | 1 min 36 s 463 | + 0 s 330 |
| 5   | Nelsinho Piquet | Renault          | 1 min 36 s 464 | + 0 s 331 |
| 6   | Felipe Massa    | Ferrari          | 1 min 36 s 528 | + 0 s 395 |

## Grille de départ
| Pos | Pilote                 | Écurie               | Qualifications 1 | Qualifications 2 | Qualifications 3 | Poids des monoplaces |
| --- | ---------------------- | -------------------- | ---------------- | ---------------- | ---------------- | -------------------- |
| 1   | Sebastian Vettel       | Red Bull-Renault     | 1 min 36 s 565   | 1 min 35 s 130   | 1 min 36 s 184   | 644 kg               |
| 2   | Fernando Alonso        | Renault              | 1 min 36 s 443   | 1 min 35 s 803   | 1 min 36 s 381   | 637 kg               |
| 3   | Mark Webber            | Red Bull-Renault     | 1 min 35 s 751   | 1 min 35 s 173   | 1 min 36 s 466   | 646,5 kg             |
| 4   | Rubens Barrichello     | Brawn-Mercedes       | 1 min 35 s 701   | 1 min 35 s 503   | 1 min 36 s 493   | 661 kg               |
| 5   | Jenson Button          | Brawn-Mercedes       | 1 min 35 s 533   | 1 min 35 s 556   | 1 min 36 s 532   | 659 kg               |
| 6   | Jarno Trulli           | Toyota               | 1 min 36 s 308   | 1 min 35 s 645   | 1 min 36 s 835   | 664,5 kg             |
| 7   | Nico Rosberg           | Williams-Toyota      | 1 min 35 s 941   | 1 min 35 s 809   | 1 min 37 s 397   | 650,5 kg             |
| 8   | Kimi Räikkönen         | Ferrari              | 1 min 36 s 137   | 1 min 35 s 856   | 1 min 38 s 089   | 673,5 kg             |
| 9   | Lewis Hamilton SREC    | McLaren-Mercedes     | 1 min 35 s 776   | 1 min 35 s 740   | 1 min 38 s 595   | 679 kg               |
| 10  | Sébastien Buemi        | Toro Rosso-Ferrari   | 1 min 36 s 284   | 1 min 35 s 965   | 1 min 39 s 321   | 673 kg               |
| 11  | Nick Heidfeld SREC     | BMW Sauber           | 1 min 36 s 525   | 1 min 35 s 975   |                  | 679 kg               |
| 12  | Heikki Kovalainen SREC | McLaren-Mercedes     | 1 min 36 s 646   | 1 min 36 s 032   |                  | 697 kg               |
| 13  | Felipe Massa           | Ferrari              | 1 min 36 s 178   | 1 min 36 s 033   |                  | 690 kg               |
| 14  | Kazuki Nakajima        | Williams-Toyota      | 1 min 36 s 673   | 1 min 36 s 193   |                  | 682 kg               |
| 15  | Sébastien Bourdais     | Toro Rosso-Ferrari   | 1 min 36 s 906   |                  |                  | 690 kg               |
| 16  | Nelsinho Piquet        | Renault              | 1 min 36 s 908   |                  |                  | 697,9 kg             |
| 17  | Robert Kubica          | BMW Sauber           | 1 min 36 s 966   |                  |                  | 659 kg               |
| 18  | Adrian Sutil           | Force India-Mercedes | 1 min 37 s 669   |                  |                  | 648 kg               |
| 19  | Timo Glock             | Toyota               | 1 min 36 s 364   | 1 min 36 s 066   |                  | 652 kg               |
| 20  | Giancarlo Fisichella   | Force India-Mercedes | 1 min 37 s 672   |                  |                  | 679,5 kg             |

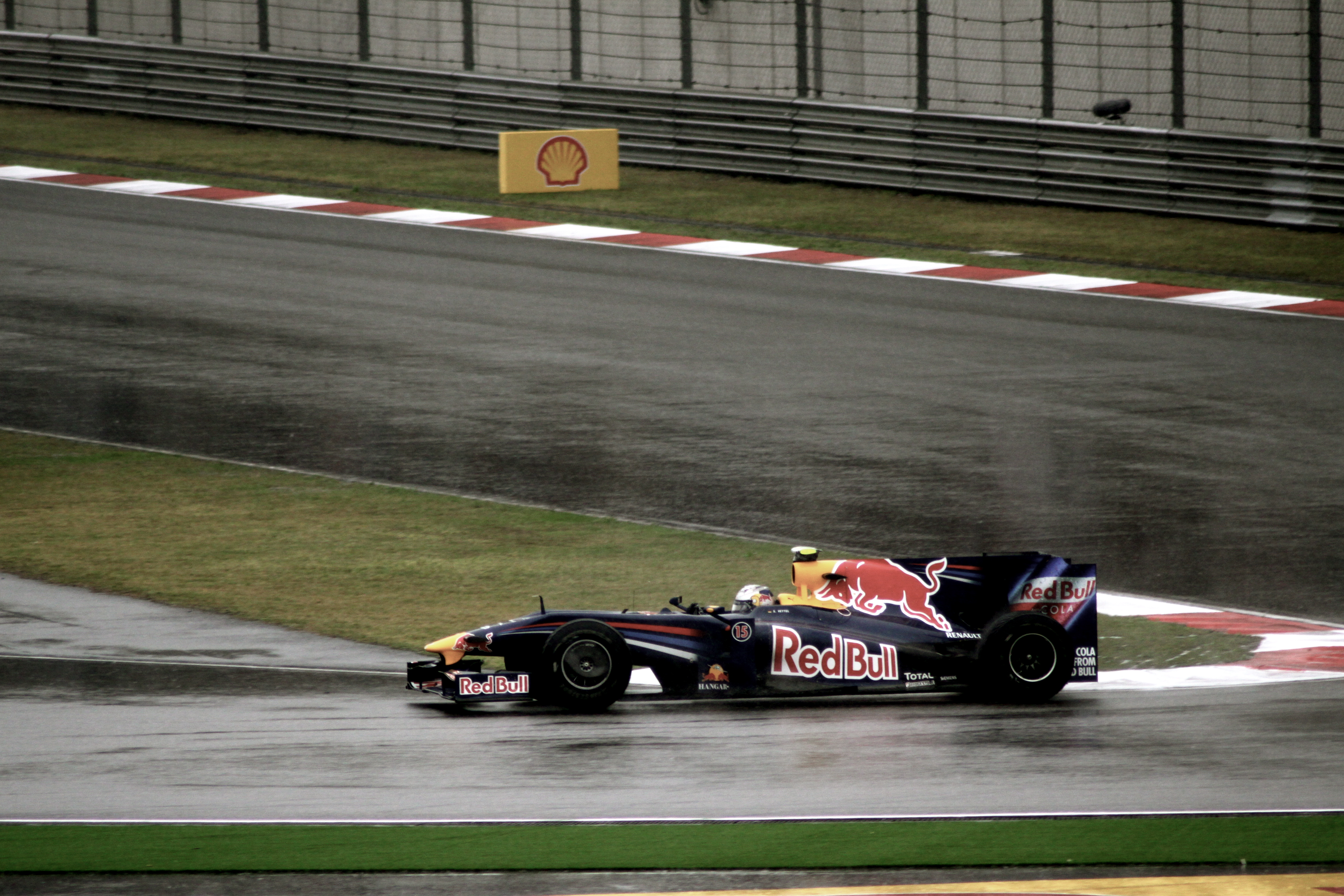
Sebastian Vettel remporte en Chine le second Grand Prix de sa carrière.

- Les pilotes prenant part aux essais avec le SREC sont signalés par la mention SREC.
- Timo Glock, auteur du 14e temps des qualifications est rétrogradé de 5 places pour avoir changé de boîte de vitesses avant les qualifications. Il s'élance de la 19e place.

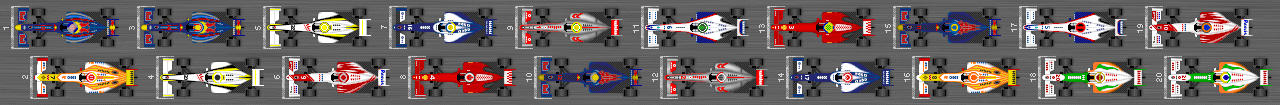
La grille de départ du Grand Prix.

## Course

### Déroulement de l'épreuve

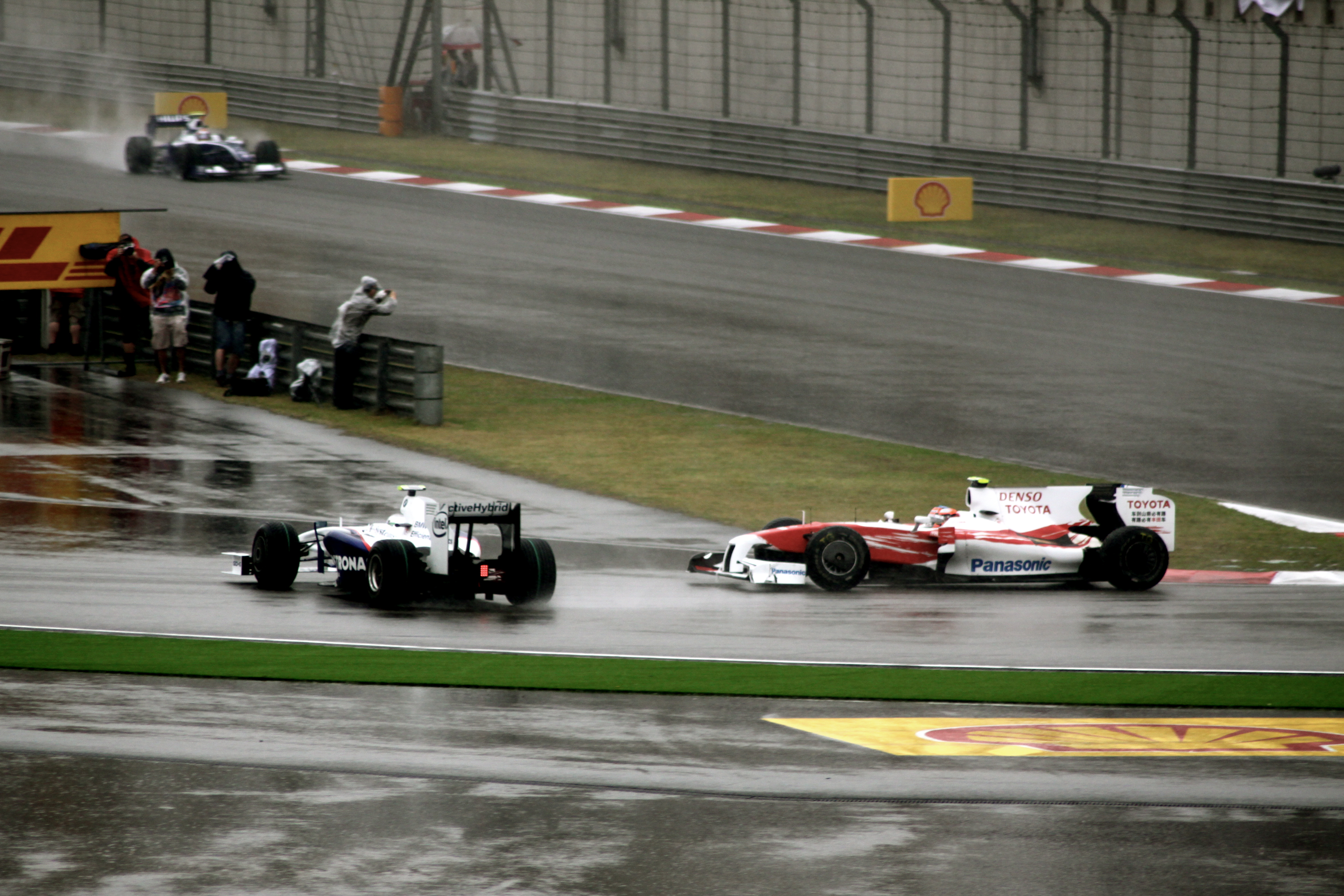
Les conditions d'adhérence se révèlent...

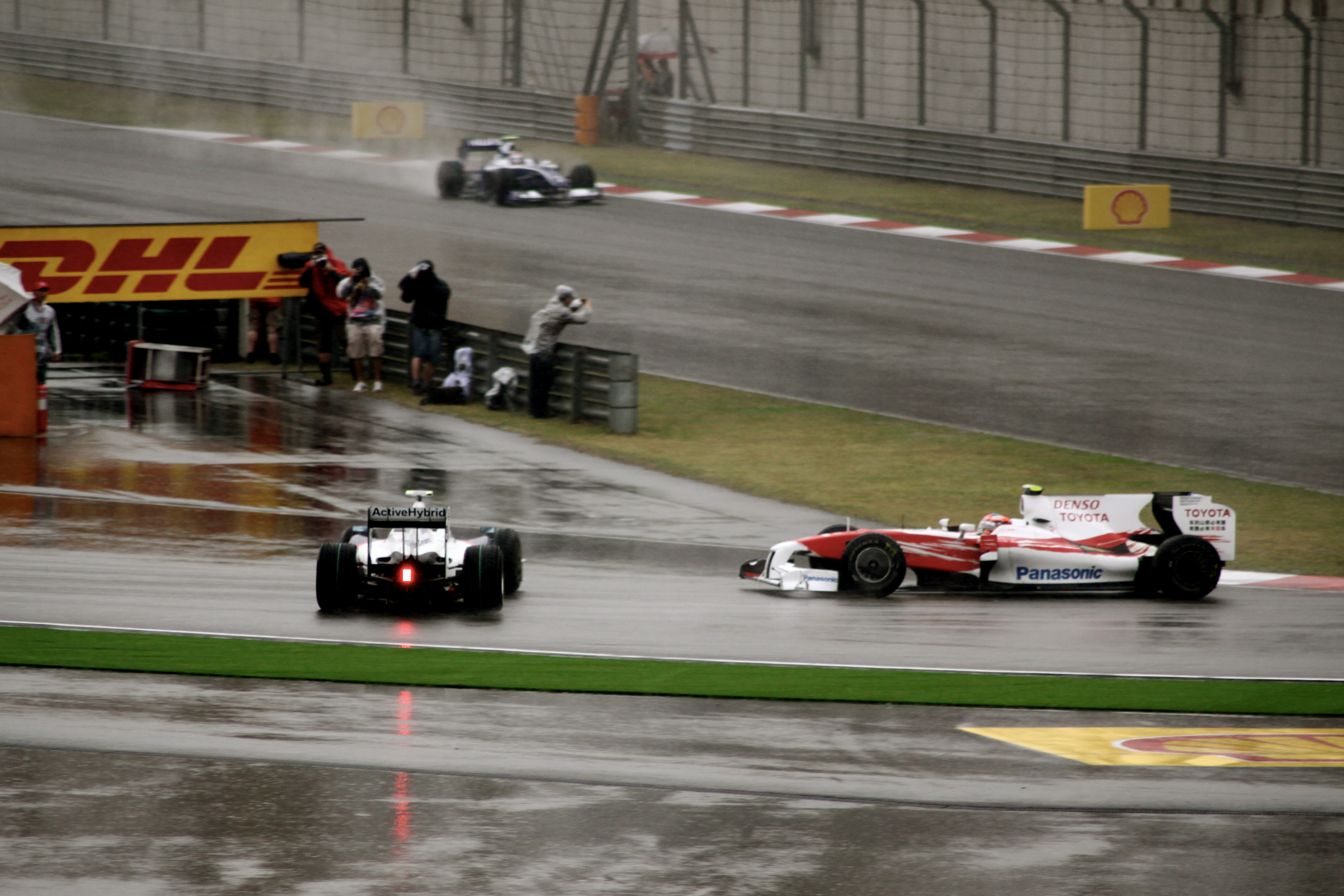
...précaires pour les monoplaces.

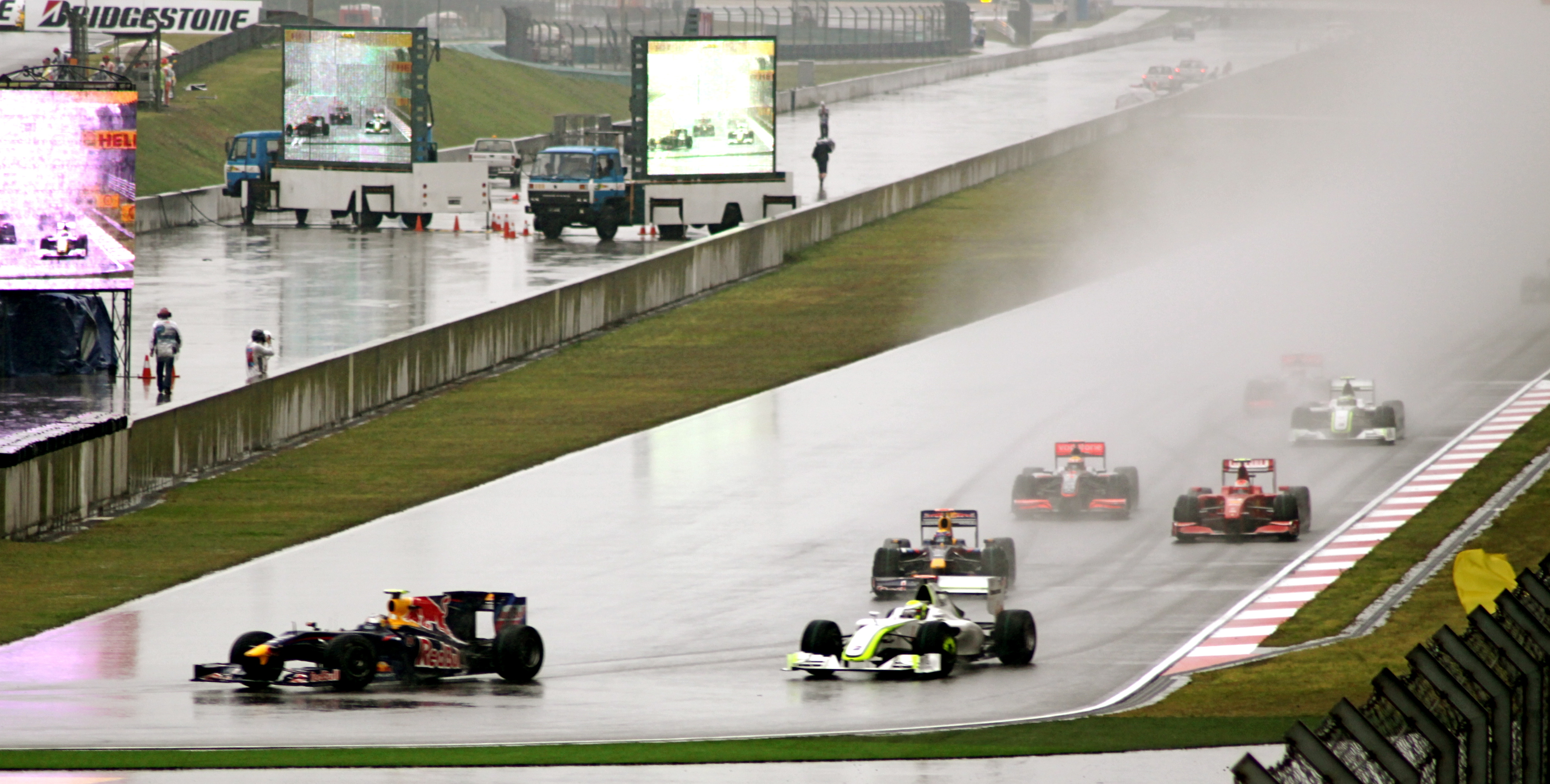
Les monoplaces roulent en peloton derrière la voiture de sécurité que suit Vettel.

En raison de présence importante d'eau sur la piste, le départ est donné derrière la voiture de sécurité tandis que Robert Kubica et Timo Glock s'élancent des stands. Le safety-car s'efface au huitième tour bien que les conditions de courses restent difficiles. Lewis Hamilton perd ainsi sa 5e position après un tête-à-queue dû à l'aquaplaning et recule à la 10e place.
Au seizième tour, Jenson Button profite du passage aux stands de Sebastian Vettel pour prendre le commandement de la course. Au tour suivant, Kubica percute violemment à l'arrière Jarno Trulli et le contraint à l'abandon tandis que le Polonais doit faire changer le museau de sa monoplace. Cet accrochage provoque une nouvelle sortie de la voiture de sécurité et un ralentissement du rythme de la course.
Vettel, alors 3e se déporte pour prendre un tour à Trulli qui se dirige vers son stand au ralenti (son aileron arrière a été totalement arraché après l'accrochage avec Kubica), ce qui surprend Sébastien Buemi qui le percute. La monoplace de Vettel ne subit aucun dommage alors que le pilote suisse doit faire changer le museau de sa monoplace.
Au 21e tour, Felipe Massa qui pointe à la troisième position abandonne sur problème électrique. Au tour suivant, juste avant le retrait de la voiture de sécurité, Sébastien Bourdais, 8e part en tête-à-queue et quitte la zone des points pour la 12e place. Plus tard, Glock perd le bénéfice de sa 12e place pour faire lui aussi changer le museau de sa monoplace, imité en cela trois boucles plus tard par Nelsinho Piquet.
La course est toujours aussi piégeuse puisque Fernando Alonso perd quatre places après un tête-à-queue et que son coéquipier heurte le muret et doit à nouveau changer son aileron avant. Au 51e tour, Adrian Sutil, alors sixième après une belle remontée perd le contrôle de sa monoplace et la détruit contre les pneumatiques de protection.
La course se stabilise alors dans le top 8 jusqu'au drapeau à damier qui voit Vettel remporter la seconde course de sa carrière et Red Bull Racing remporter sa première victoire et son premier doublé, Jenson Button complétant le podium.

### Classement de la course
| Pos  | No | Pilote                 | Écurie               | Tours | Temps/Abandon                        | Grille | Points |
| ---- | -- | ---------------------- | -------------------- | ----- | ------------------------------------ | ------ | ------ |
| 1    | 15 | Sebastian Vettel       | Red Bull-Renault     | 56    | 1 h 57 min 43 s 485 (155 s 481 km/h) | 1      | 10     |
| 2    | 14 | Mark Webber            | Red Bull-Renault     | 56    | + 10 s 970                           | 3      | 8      |
| 3    | 22 | Jenson Button          | Brawn-Mercedes       | 56    | + 44 s 975                           | 5      | 6      |
| 4    | 23 | Rubens Barrichello     | Brawn-Mercedes       | 56    | + 1 min 03 s 704                     | 4      | 5      |
| 5    | 2  | Heikki Kovalainen SREC | McLaren-Mercedes     | 56    | + 1 min 05 s 102                     | 12     | 4      |
| 6    | 1  | Lewis Hamilton SREC    | McLaren-Mercedes     | 56    | + 1 min 11 s 866                     | 9      | 3      |
| 7    | 10 | Timo Glock             | Toyota               | 56    | + 1 min 14 s 476                     | 19     | 2      |
| 8    | 12 | Sébastien Buemi        | Toro Rosso-Ferrari   | 56    | + 1 min 16 s 439                     | 10     | 1      |
| 9    | 7  | Fernando Alonso        | Renault              | 56    | + 1 min 24 s 309                     | 2      |        |
| 10   | 4  | Kimi Räikkönen         | Ferrari              | 56    | + 1 min 31 s 750                     | 8      |        |
| 11   | 11 | Sébastien Bourdais     | Toro Rosso-Ferrari   | 56    | + 1 min 34 s 156                     | 15     |        |
| 12   | 6  | Nick Heidfeld SREC     | BMW Sauber           | 56    | + 1 min 35 s 834                     | 11     |        |
| 13   | 5  | Robert Kubica          | BMW Sauber           | 56    | + 1 min 46 s 853                     | 17     |        |
| 14   | 21 | Giancarlo Fisichella   | Force India-Mercedes | 55    | + 1 tour                             | 20     |        |
| 15   | 16 | Nico Rosberg           | Williams-Toyota      | 55    | + 1 tour                             | 7      |        |
| 16   | 8  | Nelsinho Piquet        | Renault              | 54    | + 2 tours                            | 16     |        |
| 17   | 20 | Adrian Sutil           | Force India-Mercedes | 50    | Accident                             | 18     |        |
| Abd. | 17 | Kazuki Nakajima        | Williams-Toyota      | 43    | Transmission                         | 14     |        |
| Abd. | 3  | Felipe Massa           | Ferrari              | 20    | Electronique                         | 13     |        |
| Abd. | 9  | Jarno Trulli           | Toyota               | 18    | Aileron arrière arraché              | 6      |        |

- Les pilotes prenant part au Grand Prix avec le SREC sont signalés par la mention SREC.

### Pole position et record du tour
- Pole position :  Sebastian Vettel (Red Bull-Renault) en 1 min 36 s 184 (204,021 km/h). Le meilleur temps des qualifications a également été réalisé par Vettel, lors de la Q2, en 1 min 35 s 130.
- Meilleur tour en course :  Rubens Barrichello (Brawn-Mercedes) en 1 min 52 s 592 (174,289 km/h) au 42e tour.

### Tours en tête
- Sebastian Vettel : 49 tours (1-15 / 20-37 / 41-56)
- Jenson Button : 5 tours (16-19 / 40)
- Mark Webber : 2 tours (38-39)

## Classements généraux à l'issue de la course
| Pos | Pilote             | Écurie             | Points |
| --- | ------------------ | ------------------ | ------ |
| 1   | Jenson Button      | Brawn-Mercedes     | 21     |
| 2   | Rubens Barrichello | Brawn-Mercedes     | 15     |
| 3   | Sebastian Vettel   | Red Bull-Renault   | 10     |
| 4   | Timo Glock         | Toyota             | 10     |
| 5   | Mark Webber        | Red Bull-Renault   | 9,5    |
| 6   | Jarno Trulli       | Toyota             | 8,5    |
| 7   | Nick Heidfeld      | BMW Sauber         | 4      |
| 8   | Fernando Alonso    | Renault            | 4      |
| 9   | Heikki Kovalainen  | McLaren-Mercedes   | 4      |
| 10  | Lewis Hamilton     | McLaren-Mercedes   | 4      |
| 11  | Nico Rosberg       | Williams-Toyota    | 3,5    |
| 12  | Sébastien Buemi    | Toro Rosso-Ferrari | 3      |
| 13  | Sébastien Bourdais | Toro Rosso-Ferrari | 1      |

| Pos | Écurie             | Points |
| --- | ------------------ | ------ |
| 1   | Brawn-Mercedes     | 36     |
| 2   | Red Bull-Renault   | 19,5   |
| 3   | Toyota             | 18,5   |
| 4   | McLaren-Mercedes   | 8      |
| 5   | BMW Sauber         | 4      |
| 6   | Renault            | 4      |
| 7   | Toro Rosso-Ferrari | 4      |
| 8   | Williams-Toyota    | 3,5    |

## Statistiques
- 2e pole position de sa carrière pour Sebastian Vettel ;
- 2e victoire de sa carrière pour Sebastian Vettel ;
- 1re pole position pour l'écurie Red Bull Racing pour son 71e départ en Grand Prix (74 participations) ;
- 1re victoire pour l'écurie Red Bull Racing pour son 71e départ en Grand Prix grâce à Sebastian Vettel ; parmi les écuries engagées en 2009, seules Force India et Toyota F1 Team n'ont jamais remporté la moindre victoire en Grand Prix ;
- 1er doublé pour l'écurie Red Bull Racing grâce à Sebastian Vettel et Mark Webber ;
- 116e victoire pour Renault en tant que motoriste ;
- 31e arrivée consécutive parmi les pilotes classés pour Nick Heidfeld qui établit un nouveau record ;
- en terminant 2e de l'épreuve, Mark Webber obtient le meilleur résultat de sa carrière ;
- 3e podium pour son troisième départ en Grand Prix pour l'écurie Brawn ;
- lors de la cérémonie du podium, le God Save the Queen, hymne britannique, a été joué pour saluer la victoire de l'écurie Red Bull Racing. Or l'écurie court sous licence autrichienne et c'est l'hymne Land der Berge, Land am Strome qui aurait dû être joué[1] ;
- Sebastian Vettel a permis à deux écuries de décrocher leur première victoire en Formule 1 : Toro Rosso (Italie 2008) et Red Bull Racing lors de cette épreuve ;
- en menant l'épreuve pendant 49 tours, Sebastian Vettel passe la barre des 100 tours en tête d'un Grand Prix de Formule 1 (101 tours).
- Sebastian Vettel n'a attendu que 7 courses après sa première victoire en championnat pour s'imposer à nouveau ;
- pour la première fois depuis 1981 (avec Didier Pironi et Gilles Villeneuve), les Ferrari n'ont pas inscrit de point au terme des trois premières courses de la saison.